# Samsung Group
De Samsung Group is het grootste chaebol, een Zuid-Koreaanse variant van een conglomeraat, van Zuid-Korea en tevens een van de grootste elektronicabedrijven in de wereld.

## Geschiedenis

### Oprichting
De basis voor de chaebol werd gelegd op 1 maart 1938 te Daegu in Korea door Lee Byung-chull. Hij startte een groothandel in verse groenten en vis, met eigen vrachtwagens voor het transport, onder de naam Samsung Trading Co. In 1947 verhuisde het bedrijf naar Seoel en was een van de tien grootste handelsbedrijven toen de Koreaanse Oorlog begon in juni 1950. De oorlog leidde tot veel schade, maar Samsung wist goed zaken te doen.

### De groei van de chaebol
Na de oorlog richtte hij Cheil Industries op, dat zeer succesvol en winstgevend werd. Hij zorgde voor goede contacten met de Zuid-Koreaanse president Syngman Rhee die de nationale productie stimuleerde om dure importen te vervangen. Samsung kreeg hierdoor toegang tot buitenlandse valuta om wol te kopen die hij in Zuid-Korea verwerkte tot textielproducten. Hij gebruikte de inkomsten van Cheil Industries om talloze andere bedrijven te starten actief in textiel (Cheil Wool Textile Co.), banken, verzekeringen, warenhuizen (Shinsegae) en consumenten-elektronica. Tegen het einde van de jaren vijftig was Samsung de grootse chaebol en was Byung-chull de rijkste man van Zuid-Korea.
In 1961 kreeg generaal Park Chung-hee de macht in Zuid-Korea. Van Byung-chull was bekend dat hij zijn vermogen niet helemaal eerlijk had verkregen en werd door de nieuwe militaire autoriteiten gezocht. Park Chung-hee kon hem opsluiten, maar er kwam uiteindelijk een overeenkomst waarbij Samsung zijn banken moest overdragen aan de regering en 4,4 miljoen Amerikaanse dollar aan achterstallige belastingen en boetes moest betalen. Verder diende Samsung de economische richtlijnen van de regering te volgen.
President Park legde de economische focus op export. Ieder bedrijf wat daaraan bijdroeg, kon rekenen op hulp van de overheid en op geld van de staatsbanken. Veel nieuwe projecten werden gestart en bedrijven met geld en ervaring kregen de opdrachten. In 1967 raakte Samsung betrokken bij een schandaal rond de bouw van een kunstmestfabriek. De tweede zoon van Byung-chull, Chang-hee, werd verantwoordelijk gehouden en veroordeeld tot vijf jaar gevangenisstraf. Byung-chull moest aftreden en 51% van de aandelen in de kunstmestfabriek overdragen aan de overheid. Zijn oudste zoon, Maeng-hee, werd topbestuurder, maar bleek niet geschikt voor de functie en in 1968 stond Byung-chull weer aan het hoofd van Samsung. Na zijn gevangenisstraf hoopte Chang-hee weer terug te komen bij het bedrijf, maar dit gebeurde niet. De relatie tussen Chang-hee en zijn vader verzuurde, hij raakte meer op de achtergrond en overleed 1991.
Niet alle activiteiten werden een succes. In 1994 besloten Samsung en Nissan te gaan samenwerken en een joint venture op te richtten; Samsung Motors (SMC). In mei 1997 begon de productie in de fabriek in Busan. De fabriek had een capaciteit van 240.000 voertuigen per jaar en vergde een investering van zo'n US$ 2 miljard. In 1998 brak de Aziatische financiële crisis uit en de verkopen bleven significant achter op de verwachtingen. In december 1998 werd al gesproken over een mogelijke overname van SMC door Daewoo. Door de hoge schulden van SMC haakte Daewoo af en SMC zocht bescherming tegen de schuldeisers bij de rechtbank. Op 27 april 2000 nam Renault 70% van de aandelen over, Samsung Group bleef met een belang van 20% aandeelhouder en de resterende 10% ging naar de schuldeisers. Renault betaalde ongeveer US$ 340 miljoen voor dit meerderheidsbelang, hetgeen een groot verlies voor de Samsung Group betekende.
De chaebol ontwikkelde zich breder en breder. In de jaren zestig kwam de focus op consumentenelectronia met Samsung Electronics, dit bedrijf levert producten op het gebied van telecommunicatie (mobiele telefoons en IT-netwerkapparatuur), digitale apparatuur (camera's), digitale media (cd-rom's, dvd's), lcd's en halfgeleiders. Er kwam een grote scheepwerf Samsung Heavy Industries, warenhuizen, voedsel en snacks en nog veel meer.

### De oprichter overleden
In 1987 overleed oprichter Lee Byung-chull en korte tijd later werd de erfenis over zijn kinderen verdeeld. Al in 1976 was zijn derde zoon Kun-hee aangewezen als zijn opvolger en hij kreeg de grootste bedrijven toegewezen, met Samsung Electronics als de meest belangrijke. Zijn oudste broer, Muang-hee, kreeg Cheil Jedang een fabrikant van voedsel en snacks. Chang-hee kreeg Saehan, een fabrikant van VHS banden, in handen. In-hee, de oudste dochter van Byung-chull, kreeg de papier en chemietak, Juonju, maar later hernoemd naar Hansol. De warenhuisketen Shinsegae werd toegewezen aan een jongere dochter Mueng-hee. Op dat moment werd de totale waarde van het familiebezit getaxeerd op zo’n US$ 41 miljard, waarvan 80% in handen kwam van Kun-hee.
Lee Kun-hee werd in 2008 veroordeeld voor belastingontduiking. Naast een voorwaardelijke gevangenisstraf van drie jaar kreeg hij een boete van US$ 109 miljoen. De straf was een gevolg van een mistige financiële transactie tussen twee aan Samsung gelieerde ondernemingen om aandelen tegen oneerlijk lage prijzen te verkopen aan zijn zoon, Jae-yong, om hem zo te helpen de controle over het zakenimperium over te nemen.
Lee Kun-hee kreeg in 2014 een hartaanval en na een lang ziekbed overleed hij in oktober 2020. Hij was voorzitter van de Samsung Group van 1987 tot 1998, CEO van Samsung Electronics tussen 1998 en 2008 en na 2010 voorzitter van Samsung Electronics tot zijn dood. Hij was - net als zijn vader - de rijkste man van Zuid-Korea. Zijn zoon Jae-yong werd zijn opvolger.
In 2017 werd Lee Jae-yong veroordeeld tot een gevangenisstraf van vijf jaar. De straf kreeg hij voor grote donaties aan stichtingen die werden geleid door Choi Soon-sil, een goede vriend en vertrouweling van de afgezette Zuid-Koreaanse president Park Geun-hye, in ruil voor politieke gunsten. Het was de langste gevangenisstraf ooit gegeven aan een leider van een chaebol. Hij heeft niet de hele straf uitgezeten en kreeg in 2022 amnestie van president Moon Jae-in. De regering van Zuid-Korea rechtvaardigde deze maatregel door te zeggen dat de de facto leider van het grootste bedrijf van Zuid-Korea weer aan het roer nodig was om het economische herstel na de coronapandemie te leiden.
De omzet van Samsung in 2019 was US$ 305 miljard. Met een beurswaarde van US$ 317 miljard stond het op de 12e plaats wereldwijd van bedrijven met de hoogste marktkapitalisatie.

## Etymologie

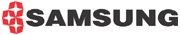
Het logo met drie sterren dat in gebruik was van 1980 tot 1993

Samsung (Hangul: 삼성, Samsŏng) betekent drie sterren in het Koreaans. De naam werd gekozen door de oprichter Lee Byung-chull omdat hij een bedrijf wilde stichten dat machtig zou zijn en net als sterren aan de hemel lang zou bestaan. De sterren waren ook zichtbaar in het logo tot 1993, waarna het huidige logo geïntroduceerd werd.

## Grote concurrenten
De vier grootste concurrenten van Samsung zijn de eveneens Koreaanse concerns LG Group, SK Group, het Japanse conglomeraat Sony Corporation en het Duitse conglomeraat Siemens AG. Tegenwoordig is Apple ook een grote concurrent voor Samsung Electronics, dit door verkoop van de iPhone en iPad. Samsung is sinds 2017 de grootste leverancier van onderdelen voor de iPhones van Apple. Samsung is de grootste producent van flashgeheugens en is daarom een interessante partner voor Apple.